# Milichiella sulawesiensis
Milichiella sulawesiensis är en tvåvingeart som beskrevs av Mitsuhiro Iwasa 2011. Arten tillhör släktet Milichiella och familjen sprickflugor. Inom Milichiella tillhör arten artgruppen argentea. Arten beskrevs från exemplar insamlade av Mitsuhiro Iwasa år 1997 i Ampara, Sulawesi, Indonesien. Holotypen finns vid Obihiros universitet för jordbruk och veterinärmedicin i Obihiro, Japan.

## Namn
Namnet sulawesiensis kommer av att holotypen insamlades på ön Sulawesi.

## Utseende
Milichiella sulawesiensis har rödbruna ögon, svart huvud och svart thorax. Vingarna är genomskinliga med en brun nyans. Hanens kroppslängd är 2,8 mm.

## Utbredning
Indonesien.